# Амстердамский этнографический музей
Амстердамский этнографический музей (нидерл. Ethnographisch Museum Artis) — этнографический музей в Амстердаме, в Нидерландах, находившийся на территории Амстердамского зоопарка.

## История
Этнографический музей, как и Амстердамский зоопарк, был основан в 1838 году Королевским зоологическим обществом. Целью его создания было обратить внимание общества на науки этнографию, зоологию, геологию и познакомить посетителей с миром нидерландских колониальных владений. В экспозицию вошли экзотические животные и многие другие зоологические материалы (скелеты и чучела), минералы и этнографические объекты. В 1851 году эти коллекции были размещены в Музее естественной истории. Вскоре коллекция этнографических объектов была отделена от основной экспозиции и размещена в соседнем здании Общества Дружбы. Рост числа экспонатов привёл к тому, что в 1888 году было построено отдельное здание для этнографического музея.
Это был третий этнологический музей в Нидерландах, после Государственного музея в Амстердаме и Всемирного музея в Роттердаме. Экспозиция формировалась из предметов, подаренных музею компаниями и научными обществами, а также частными лицами — колониальными чиновниками, миссионерами, путешественниками. Главным донатором был лингвист Герман Нойброннер ван дер Тук. С 1887 по 1902 год куратором коллекции был Корнелис Маринус Плейте, автор «Руководства для посетителей Этнографического музея Королевского зоологического общества: Амстердамский зоопарк», изданного в 1888 году.
В неё вошли предметы, собранные во время первых научных экспедиций в нидерландскую Новую Гвинею, артефакты коренных народов Африки, Океании, Юго-Восточной Азии и Дальнего Востока. Официально этнографический музей просуществовал до 1910 года. Вся коллекция была передана в дар Колониальному институту, при котором находился Колониальный музей в Амстердаме (ныне Тропический музей). В 1926 году, когда коллекция снова стала доступна посетителям, из более 11 000 предметов сохранилась лишь часть. Значительное число входит в постоянную экспозицию.